# Бутурлин, Роман Дмитриевич
Роман Дмитриевич Бутурлин (? — конец июня 1581) — полковой и городовой воевода в правление царя Ивана Васильевича Грозного, один из четырёх сыновей окольничего и воеводы Дмитрия Андреевича Бутурлина (ум. 1575).

## Биография
Участник Ливонской войны. В 1569 году Роман Бутурлин был отправлен от царя в Изборск, чтобы вручить золотые воеводам, отбившим город у литовцев. В 1571 году — рында в царском походе на Оку для отражения крымских татар. В 1573 году участвовал в новом военном походе на Лифляндию, был оставлен воеводой в Пайде.
Весной 1574 года Роман Бутурлин служил воеводой в Новосиле, где оставался и в 1575 году. В 1576 году Р. Д. Бутурлин — голова в рати боярина Ивана Васильевича Шереметева в Калуге, осенью того же года был назначен воеводой в Болхов, откуда 1 апреля 1577 года был переведен в Орёл. В 1578 году Роман Бутурлин вторично находился на воеводстве в Болхове. В 1579 году принимал участие в русском походе на Лифляндию, а после возвращения из похода, был отправлен против поляков под Полоцк и Ругодив.
В 1580 году Роман Дмитриевич Бутурлин был одним из воевод в Порхове. В следующем 1581 году — первый воевода передового полка в русском войске, находившегося в Можайске, откуда участвовал в походе рати князя Дмитрия Хворостинина на Великое княжество Литовское. Царские воеводы опустошили окрестности Дубровны, Шклова, Орши, Копыса и Могилева. Однако под Шкловом воеводы встретили сильное сопротивление. Роман Бутурлин погиб в бою с поляками, совершившими вылазку из города.
Не оставил после себя потомства.